# Xantho pilipes
Xantho pilipes är en kräftdjursart. Xantho pilipes ingår i släktet Xantho och familjen Xanthidae. Inga underarter finns listade i Catalogue of Life.